# La Baroche, Schweiz
La Baroche är en kommun i distriktet Porrentruy i kantonen Jura, Schweiz. Kommunen har 1 134 invånare (2023).
Kommunen bildades den 1 januari 2009 genom en sammanslagning av kommunerna Asuel, Charmoille, Fregiécourt, Miécourt och Pleujouse. 